# Huế
Huế (bis 2024 auch Thừa Thiên Huế) ist eine regierungsunmittelbare Stadt im Zentrum Vietnams. Die Stadt grenzt im Norden an Quảng Trị, im Süden an Đà Nẵng und Quảng Nam sowie im Westen an Laos.
Im Jahr 2024 stimmte die Nationalversammlung Vietnams ab und verabschiedete eine Resolution, mit der die Stadt Huế als direkt kontrollierte Gemeinde auf der Grundlage der gesamten Provinz Thừa Thiên Huế gegründet wurde. Gleichzeitig wurde die ehemalige Provinzstadt Huế in zwei neue Bezirke aufgeteilt, den Bezirk Phú Xuân und den Bezirk Thuận Hóa. Die Gemeinde Huế nahm 2025 offiziell ihren Betrieb auf.

## Geschichte
Während des Vietnamkrieges zählte die Region zu den am stärksten umkämpften Gebieten des Landes: Mit 2893 Gefallenen starben in keiner Provinz mehr Angehörige der US-Armee als in Thừa Thiên Huế.

## Topographie
Topographisch ist Huế in vier Zonen geteilt: Berge, Hügel, Ebenen und Lagunen, wobei die ersten beiden zusammen bereits etwa 83 % der Gesamtfläche ausmachen.
 Die regierungsunmittelbare Stadt ist Durchflussgebiet des Hương Giang („Parfümfluss“) und umfasst mit dem Nationalpark Bạch Mã das Kernstück des letzten geschlossenen Waldgebiets in Zentralvietnam.

## Wirtschaft
Obwohl circa 95 % der Haushalte mit Elektrizität versorgt werden und Huế durch den Flughafen Phu Bai, die Nationalstraße 1 sowie die Häfen Thuận An und Chân Mây regional verbunden ist, lag das Bruttoinlandsprodukt der Provinz 2003 mit 284 US-Dollar pro Kopf unter dem nationalen Durchschnitt von 482 $. 
Aufgrund des großen Anteils gebirgiger und bewaldeter Regionen kann zudem lediglich auf 10,6 % der Fläche Landwirtschaft betrieben werden.

## Administrative Gliederung
Die regierungsunmittelbare Stadt ist in folgende neun Distrikte geteilt:
- A Lưới
- Hương Thủy
- Hương Trà
- Phong Điền
- Phú Lộc
- Phú Vang
- Phú Xuân
- Quảng Điền
- Thuận Hóa